# Automata (film)
Automata (Autómata) è un film del 2014 diretto da Gabe Ibáñez. È un thriller fantascientifico ambientato in un futuro apocalittico distopico. Protagonista della pellicola è Antonio Banderas, affiancato da Dylan McDermott, Birgitte Hjort Sørensen, Melanie Griffith e Robert Forster.

## Trama
Nel 2044 la Terra è ormai ampiamente desertificata e l'umanità lotta per sopravvivere in un ambiente ormai ostile. La razza umana coesiste con i robot Pilgrim 7000, creati per tentare di recuperare le zone desertiche ed infine, fallito l'obiettivo, usati per supportare la condizione della società in declino.
Un giorno Wallace, un poliziotto di pattuglia, sotto l'effetto di droghe e alcol, scopre nel quartiere ghetto, in un'irriconoscibile New York, un robot intento ad auto-riparare una delle sue gambe, danneggiata. Si tratta di una violazione diretta di uno dei codici della robotica e, come se l'automa fosse un malvivente, l'uomo gli spara a bruciapelo, distruggendolo. L'agente assicurativo Jacq Vaucan che lavora per una società di robotica, la Roc Robotics Corporation, indaga su androidi difettosi. Durante una delle sue indagini, viene a sapere dell'aggressione commessa dall'agente di polizia e decide di approfondire l'argomento. Mediante una vera e propria autopsia assieme ad una collega, Vaucan si rende presto conto che l'androide sembra essere stato modificato da un "orologiaio", termine tecnico per definire un vero e proprio esperto di robotica. Persino il suo Bio-Kernel (una sorta di cervello meccanico), presenta anomalie indefinite. I pezzi aggiuntivi sembrano provenire dall'androide saldatore di un'azienda metalmeccanica al confine con le mura della città, identificato come B-206 e Vaucan vi giunge con l'autorizzazione del suo capo, Robert. Arrivato sul posto, Vaucan segue il robot fin oltre il confine delle mura, in un container, dove sotto i suoi occhi B-206 si dà fuoco, terminandosi.
Tornato in ufficio, l'agente decide di contattare il poliziotto che aveva assistito alle riparazioni del primo robot, perché lo aiuti a cercare il cosiddetto "orologiaio". Giunti nel ghetto i due giungono in un locale dove gli automi sono programmati per avere rapporti sessuali con gli umani delle zone più povere. L'androide Cleo, un automa con sembianze fisiche femminili e dotata persino di un volto interattivo, mostra di conoscere alla perfezione le emozioni umane e di saperle riprodurre. Wallace, preso da uno scatto d'ira, spara alla gamba destra di Cleo, staccandogliela di netto e abbandona il locale con Vaucan incredulo. In questo modo sarebbe stato possibile risalire a chi avesse creato quegli automi insolitamente umani. Vaucan segue a tarda notte un mezzo che raggiunge un prefabbricato apparentemente in disuso. Qui viene accolto dalla Dottoressa Duprè, una tecnologa specializzata nello studio degli androidi simili agli umani come Cleo. L'uomo le racconta delle vicende e le mostra il Bio-Kernel del primo robot, che seppur danneggiato dallo sparo di Wallace, sembra ancora leggibile.
La mattina dopo, la Duprè convoca nuovamente Vaucan e gli mostra i suoi progressi: dopo aver installato il Bio-Kernel nella memoria di Cleo, l'androide ha iniziato ad auto-ripararsi, così come il primo esemplare scoperto da Wallace; questa scoperta porterebbe ad annullare tutte le teorie formulate fino ad allora. Nel frattempo, la Roc ha scoperto l'ubicazione di Vaucan e del Bio-Kernel da lui sottratto e manda diversi agenti ad ucciderlo. Nello scontro impari, la Duprè viene uccisa, mentre l'uomo viene salvato da Cleo, che si impadronisce di un'auto e lo conduce lontano dalla città. Giunti nel deserto, l'auto di Cleo e degli agenti che li inseguivano hanno un violento incidente, in cui gli inseguitori rimangono uccisi, mentre Vaucan e l'automa ne escono un po' malconci.
La mattina successiva, l'agente viene soccorso da Cleo e da altri tre automi, i quali gli procurano una barella di fortuna e lo portano sempre più all'interno del deserto. L'uomo è confuso, non sa più a cosa credere e soprattutto, non si fida delle macchine; preferisce infatti tornare in città da sua moglie, che è in procinto di partorire una bimba. I robot tuttavia non demordono e lo trascinano con loro fino ad una valle di canyon. Nel frattempo, l'agente Wallace stringe un patto con la Roc, che lo incarica di trovare Vaucan a qualsiasi costo. Seguendo le evidenti tracce lasciate dalla barella trascinata dagli automi, Wallace e uno dei suoi uomini trovano il nascondiglio delle macchine. Dall'incontro scaturisce presto una colluttazione, in cui Wallace termina due degli androidi con un fucile, prima di venire colpito a morte da un dardo segnalatore sparato da Vaucan con una pistola d'emergenza. L'altro agente fugge terrorizzato e torna in città, mentre il gruppo riparte verso la Zona Radioattiva. Intanto, alla moglie di Vaucan si rompono le acque e questa si reca all'ospedale più vicino per dare alla luce la sua bimba. Robert viene a sapere dal capo della Roc la verità sul progetto Pilgrim 7000: la prima macchina creata dall'uomo dimostrò non solo di poter imparare, ma persino di poter andare oltre la semplice ed elementare conoscenza umana, creando a sua volta organismi biomeccanici intelligenti quanto lei; questo fu il motivo della creazione dei Due Principi della robotica, per limitare l'autonomia delle AI, che avrebbero potuto prendere il sopravvento sugli umani.
Vaucan è stato intanto condotto nel luogo indicato dal gruppo di macchine. Si tratta di una teleferica abbandonata, sull'orlo di un antico fiume, ormai prosciugato dall'aridità. Con sua immensa sorpresa, l'uomo viene a contatto con la prima macchina, quella che aveva "migliorato" tutte le altre. Sconvolto, capisce che non esiste alcun orologiaio, ma che le macchine si stanno semplicemente evolvendo. Vaucan è scioccato e, trovata una bottiglia di whiskey, si ubriaca; quella sera, sotto l'effetto dell'alcol, invita Cleo a ballare, insegnandole una tecnica da lui vista in televisione. I due vengono sorprendentemente presi dal momento e la stessa Cleo chiede in tutta sincerità se lui la ami, spiazzandolo.
La Roc intende seppellire la verità a qualsiasi costo e ha nel frattempo rapito la moglie di Vaucan per ucciderla insieme alla bambina e al marito, portando con sé anche Robert. Quest'ultimo, piuttosto che macchiarsi la coscienza con un delitto così ignobile, preferisce farsi sparare dall'agente Conway e dai suoi uomini.
La mattina successiva Vaucan scopre che i tre androidi hanno creato una macchina insettoide simile ad un coleottero gigante, una sorta di animale da compagnia con un'intelligenza avanzata. La Prima Macchina ha persino preparato un mezzo per permettergli di tornare in città dalla sua famiglia, mentre il gruppo di macchine si appresta ad entrare nella Zona Radioattiva per crearsi una nuova vita. Poco dopo essere partito, Vaucan trova Robert morente e capisce che la Roc intende spazzare via ogni automa modificato esistente. Conway e i suoi uomini giungono alla teleferica, dove gli automi sono in partenza: uno di loro, sperando di raggiungere l'altra riva del fiume, si getta dall'elevatore frantumandosi in mille pezzi. La Prima Macchina sfida gli umani, senza aggredirli ma dimostrando loro di essere diventato autonomo, come i suoi simili. Conway, infuriato, gli spara e lo disattiva in modo permanente. Prima che riesca ad eliminare anche Cleo, Vaucan cerca di investire lui e i suoi uomini con il pickup. In una lotta disperata, Vaucan riesce ad uccidere tutti gli uomini presenti, rimanendo ferito. Ormai disarmato e con Conway pronto ad ucciderlo, l'uomo viene salvato dalla macchina insettoide, che spinge l'agente nel vuoto.
Vaucan può abbracciare la sua famiglia e tornare in città in un mondo biologico ormai morente, mentre Cleo e la sua creazione si addentrano nella Zona Radioattiva per costruire una nuova civiltà. Durante il tragitto tuttavia essi decidono di cambiare direzione andando verso l'oceano.

## Produzione
Il film è una co-produzione tra Spagna e Stati Uniti con un budget di 15 milioni di dollari. È stato girato in Bulgaria presso i New Boyana Film Studios di Sofia.

## Distribuzione
Il film è stato presentato a settembre 2014 in anteprima e in concorso al Festival Internazionale del Cinema di San Sebastián. La pellicola è stata distribuita nelle sale cinematografiche statunitensi il 10 ottobre 2014. In Italia il film è arrivato il 26 febbraio 2015. L'uscita in Blu-ray e DVD è stata rilasciata ad agosto 2015.